# Pagri (köpinghuvudort i Kina, Tibet Autonomous Region, lat 27,75, long 89,17)
Pagri (kinesiska: 帕里镇) är en köpinghuvudort i Kina. Den ligger i den autonoma regionen Tibet, i den sydvästra delen av landet, omkring 290 kilometer sydväst om regionhuvudstaden Lhasa. Antalet invånare är 2 554. Befolkningen består av 1 398 kvinnor och 1 156 män. Barn under 15 år utgör 20,0 %, vuxna 15-64 år 74 %, och äldre över 65 år 5,0 %.
Runt Pagri är det ganska glesbefolkat, med 48 invånare per kvadratkilometer. Det finns inga andra samhällen i närheten. Trakten runt Pagri består i huvudsak av gräsmarker.